# Adenanthera intermedia
Adenanthera intermedia là một loài rau đậu thuộc họ Fabaceae.
Loài này chỉ có ở Philippines.
Chúng hiện đang bị đe dọa vì mất môi trường sống.